# Tiemann-Cyanohydrin-Aminierung
Die Tiemann-Cyanohydrin-Aminierung oder Strecker-Tiemann-Reaktion ist eine Namensreaktion in der Organischen Chemie und wurde erstmals im Jahre 1880 von dem deutschen Chemiker Ferdinand Tiemann beschrieben. Die Reaktion stellt eine Synthesemethode zur Herstellung von α-Aminonitrilen und damit einen Umkehrprozess zu der bereits 1850 von Adolph Strecker publizierten Strecker-Synthese dar.

## Übersichtsreaktion
Bei dieser Reaktion kommt es zur Umwandlung eines Cyanohydrins (α-Hydroxynitril) 1 in ein α-Aminonitril 2 unter Verwendung von alkoholischem Ammoniak.

## Mechanismus
Es wird angenommen, dass das α-Hydroxynitril 1 in Gegenwart von alkoholischem Ammoniak zu einem Aldehyd (bzw. Keton) 2 und Cyanwasserstoff umgesetzt wird. Letzteres reagiert mit dem Ammoniak unter Bildung von Ammoniumcyanid. Das vorübergehend gebildete Carbonyl-Zwischenprodukt 2 reagiert dann zuerst mit Ammoniumionen und dann mit Cyanid, wie hier dargestellt, zum Produkt α-Aminonitril 3: